# Los elefantes pueden recordar
Los elefantes pueden recordar (título original en inglés: Elephants Can Remember) es una novela de ficción detectivesca de la escritora británica Agatha Christie, escrito en 1972.

## Argumento
El general Alistair Ravenscroft y su esposa lady Margaret son encontrados muertos por heridas de arma de fuego. En ese entonces, se supuso que pudo haberse tratado de un doble suicidio, aunque nunca se tuvieron certezas de lo que en realidad pudo haber ocurrido.
Doce años más tarde, el caso es desenterrado por la madrina de la hija del matrimonio fallecido, Ariadne Oliver, famosa escritora de novelas policiales, y Hércules Poirot entra en escena para desentrañar un caso más de gran complejidad.
El título se refiere al hecho de que después de doce años de estar el caso cerrado, los sospechosos y los testigos son llamados para hablar del hecho y Misstres Oliver los llama elefantes por recordar destacados aspectos del suceso.